# なかよし (1993年結成のお笑いコンビ)
なかよしとは、吉本興業所属でかつて結成されていたお笑いコンビ。1993年結成、2000年解散。

## 概要
1993年結成。銀座7丁目劇場を中心に活動。友野英俊率いるウルグアイパラグアイ（後のじゃぴょん）、チープスープと共に「平成友野ジュース」というユニットとしても活動していた時期もある。
1998年に、ガレッジセール、シャンプーハット、アップダウンとの4組によるお笑いユニット「news」を結成したが、1999年（平成11年）4月になかよしが抜け、ライセンスが加入したため、事実上の脱退。2000年解散。
解散から11年後、かつて銀座7丁目劇場で活動していた仲間の島根さだよし（元ツインカム）と、谷口聡（元ブラザース）、成島敏晴（元チープスープ）、五十嵐治（元ピンポイント）、桑折貴之と植村朋弘（元じゃぴょん）、木戸口誠（元あ・うんず）、芦澤和哉（元おはよう。）たちによるトークライブで再会を果たす。

## メンバー
- 坂本大輔（さかもと だいすけ、1974年11月28日 - ）

群馬県前橋市出身。
身長170cm、血液型AB型
解散後は妻の坂本晴香と「アダム&イブ」という夫婦コンビで活動したが、2005年に芸能界引退。
- 熊本浩武（くまもと ひろむ、1974年8月18日 - ）

東京都出身。
身長177cm、血液型AB型
解散後は芸人を辞め、吉本を退社し俳優や脚本家として活動中。

## 出演
- DABO銀（テレビ朝日）
- UN FACTORY カボスケ（フジテレビ）
- 急性吉本炎（TBSテレビ）
- まぶごえ（TBSテレビ）- 熊本のみ
- わらいのじかん（テレビ朝日）
- 吉本ばかな（日本テレビ）